# Louise Versavel
Pour les articles homonymes, voir Versavel.
Louise Versavel née le 29 avril 1995, est une joueuse de hockey sur gazon belge. Elle évolue au poste d'attaquante au Braxgata et avec l'équipe nationale belge.

## Carrière
Elle a été appelée en équipe première pour concourir à la Coupe du monde 2018 à Londres.

## Palmarès
- : 2e à l'Euro 2017
- : 3e à l'Euro 2021